# 纽波特 (罗得岛州)
纽波特（英語：Newport），位于美国罗得岛州南部，是紐波特縣县治，距离州首府普罗维登斯37公里，距离波士顿98公里。面积29.7平方公里。根据美国2010年人口普查，共有24,672人，其中白人占84.12%、非裔美国人占7.75%、亚裔美国人占1.33%。
纽波特是新英格兰的避暑胜地，以豪宅著称，亦是沙尔瓦·瑞金纳大学和纽波特海军基地（包括海军战争学院、海军水下战中心和一处美国海军培训中心）的所在地。新港是18世纪的重要港口城市，现在拥有美国所有城市中数量最多的保存下来的殖民时期建筑。在总统德怀特·D·艾森豪威尔和约翰·F·肯尼迪任期内，新港被称为“夏季白宫”之城。

## 體育運動

### 帆船

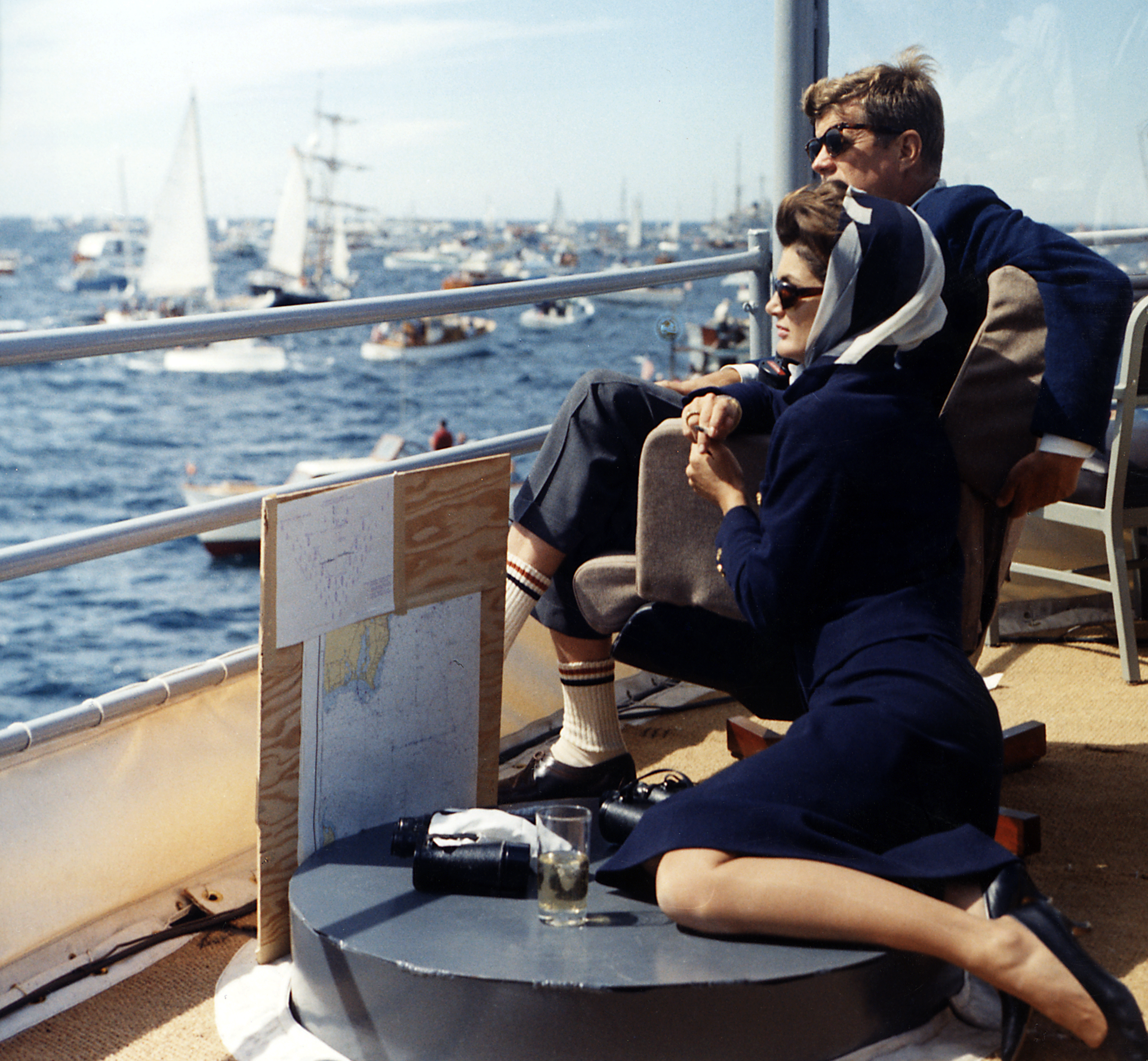
美國總統甘乃迪夫婦在纽波特觀看1962年度美洲杯帆船赛

纽波特被譽為世界帆船之都（Sailing Capital of the World），除了是1930至1983年間美洲杯帆船赛的比賽場地之外，國家帆船名人堂亦於2019年從安纳波利斯遷到此處。

### 網球
紐波特賭場為最初的美國草地網球公開賽的比賽場地，由1954年開始亦是國際網球名人堂場館的所在地。

### 高爾夫球
纽波特乡村俱乐部是第一屆美國業餘賽和第一屆美國公開賽的舉辦場地。

## 外部連結
- City of Newport homepage （页面存档备份，存于）
- Go Newport|Chamber of Commerce （页面存档备份，存于）
- Online Visitors Guide to Newport  （页面存档备份，存于）